# Cobubatha albipectus
Cobubatha albipectus là một loài bướm đêm trong họ Noctuidae.